# 1280 Baillauda
1280 Baillauda è un asteroide della fascia principale del diametro medio di circa 50,83 km. Scoperto nel 1933, presenta un'orbita caratterizzata da un semiasse maggiore pari a 3,4140913 UA e da un'eccentricità di 0,0600998, inclinata di 6,45742° rispetto all'eclittica.
Il suo nome è dedicato all'astronomo francese Jules Baillaud (1876-1960).